# Pugh Rogefeldt (musikalbum)
Pugh Rogefeldt är ett självbetitlat studioalbum av den svenske rockmusikern Pugh Rogefeldt, utgivet på skivbolaget Polar Music 1986.
Från skivan släpptes låten "Två lika är ett" som singel. Låten tog sig varken in på Svensktoppen eller den svenska singellistan. Skivan som helhet nådde 47:e plats på albumlistan, en placering den innehade i en vecka.
Skivan producerades av Anders Burman och Tomas Ledin. Alla låtar skrevs av Rogefeldt och spelades in i Polar Studios. Flera etablerade artister medverkade, däribland Björn Skifs, Anna-Carin Larsson och Ledin.

## Låtlista
Alla låtar är skrivna av Pugh Rogefeldt.
A
1. "En dag på luffen"
2. "Sex"
3. "Så många drömmar som jag drömt"
4. "Sure Burt"
5. "Efter månen jagar Lo"

B
1. "Dansa med mej"
2. "Bussiga trucken"
3. "Två lika är ett"
4. "Svarta natt"
5. "Det är en lång väg från landet till stan"
6. "Du"

## Medverkande
- Ulf Andersson – tenorsax
- Sam Bengtsson – bas
- Hamra Fritidskapell – kör på "En dag på luffen"
- Olle Holmquist – trombon
- Ulf Jansson – blåsarrangemang
- Magnus Johansson – trumpet
- Anna-Carin Larsson – kör på "Det är en lång väg från landet till stan"
- Tomas Ledin – keyboards på "Så många drömmar som jag drömt", "En dag på luffen" och "Svarta natt"
- Leif Lindvall – trumpet
- Per Lindvall – trummor
- Peter Ljung – keyboards på "Två lika är ett" och "Sex"
- Håkan Mjörnheim – elgitarr, slide
- Magnus Persson – trummor på "Två lika är ett" och "Du"
- Pugh Rogefeldt – gitarr, munspel, trumprogram på "Sure Burt" och "Dansa med mej"
- Björn Skifs – kör på "Det är en lång väg från landet till stan"
- Johan Stengård – saxofon
- Pierre Swärd – hammond B-3, keyboards

## Listplaceringar
| Lista (1986) | Topplacering |
| ------------ | ------------ |
| Sverige      | 47           |

### Fotnoter
1. 1 2  ”Pugh Rogefeldt”. Svensk mediedatabas. http://smdb.kb.se/catalog/search?q=pugh+rogefeldt&x=0&y=0. Läst 19 januari 2013.
2. ↑  ”Svensktoppen 1986”. Sveriges Radio. http://sverigesradio.se/diverse/appdata/isidor/files/2023/3482.txt. Läst 19 januari 2013.
3. ↑  ”Pugh Rogefeldt”. Hitparad. http://hitparad.se/showitem.asp?interpret=Pugh+Rogefeldt&titel=Sm%E5+l%E4tta+moln&cat=s. Läst 19 januari 2013.
4. ↑  ”Pugh Rogefeldt”. Hitparad. http://hitparad.se/showitem.asp?interpret=Pugh+Rogefeldt&titel=Pugh+Rogefeldt&cat=a. Läst 19 januari 2013.
5. ↑  ”Pugh Rogefeldt”. Pugh.adicon.se. http://pugh.adicon.se/pughrogefeldt_86_fakta.htm. Läst 19 januari 2013.
6. ↑  Placering på den svenska albumlistan